# Jean Cavenac de la Vigne
Jean Cavenac de la Vigne, señor de Auvilliers, fue embajador de Francia en el Imperio Otomano de 1556 a 1566. Fue el sucesor de Michel de Codignac, que había regresado a Europa en 1558, pasando por Venecia en julio de 1558, y traicionó la Causa francesa al entrar al servicio de Felipe II de España.
De la Vigne fue enviado al Imperio Otomano por Enrique II de Francia, con el objetivo de conseguir ayuda contra las tropas españolas del duque de Alva en Italia como parte de la antigua alianza franco-otomana, cuando, al mismo tiempo, Francia se enfrentaba las tropas españolas de Felipe II de España en el norte en la frontera de Flandes. Francia solo podía esperar avances en Italia si recibía ayuda otomana. De la Vigne presionó para una intervención naval otomana en 1557.
Henry tenía la esperanza de recibir ayuda otomana, ya que en el pasado sus acciones militares contra los Habsburgo habían aliviado la presión sobre Suleiman durante sus campañas en Persia y Hungría, y Henry siempre se había negado a unirse a las coaliciones antiotomanas. Sin embargo, los otomanos se negaron a enviar su flota a Italia ese año para apoyar a los franceses, en parte porque los otomanos se sentían ofendidos por la anterior Tregua de Vaucelles que había firmado Enrique II sin informarles, y su falta de respuesta a varias de las cartas de Suleiman. Los otomanos también temían el aumento del poder de los franceses bajo Enrique II y no deseaban que Francia ocupara toda Italia, al lado del Imperio Otomano.
En 1558, Suleiman finalmente comunicó a través de De la Vigne su acuerdo para ayudar a Enrique II, y comenzó a preparar una armada. También se comprometió a enviar un ejército en dirección a Hungría y Alemania si Enrique también se comprometía a no hacer treguas o acuerdos de su lado. Sin embargo, el rey francés prefirió una ofensiva otomana contra Nápoles en Italia, a través del puerto albanés de Valona, y deseaba obtener ayuda financiera de los otomanos por un monto de 2 millones de ducados. En mayo, Suleiman anunció que enviaría una armada, que partió de Estambul en abril de 1558. En junio, la armada saqueó Sorrento y tomó 3.000 cautivos, pero por lo demás hizo poco, y se retrasó en unirse a una flota francesa en Córcega, posiblemente debido al fracaso del comandante Dragut en cumplir las órdenes de Suleiman. Suleiman expresó sus disculpas mediante una carta enviada a Henry a fines del año 1558. Como los otomanos se negaron a prestar los 2 millones de ducados a Francia, y Enrique fracasó en la Batalla de San Quintín y la Batalla de Gravelinas, finalmente se firmó la Paz de Cateau-Cambrésis.
De la Vigne tenía la reputación de ser bastante franco y descortés, y Ghiselin de Busbecq, embajador de Ferdinand en la Porte, comentó que la libertad de expresión de De la Vigne como embajador era «salvaje y espantosa».